# Моше Кахлон
Моше Кахлон (івр. משה כחלוןⓘ; нар. 19 листопада 1960, Хадера, Ізраїль) — ізраїльський політик, депутат кнесета від партії «Лікуд», міністр зв'язку (2009—2013) та міністр соціального забезпечення (2011—2013) в тридцять другому уряді Ізраїлю, а також міністр фінансів (з 2015 року) в тридцять четвертому уряді Ізраїлю.

## Біографія
Моше Кахлон народився 19 листопада 1960 року в Хадері, в сім'ї репатріантів з Лівії, крім нього в сім'ї було ще семеро дітей. В період з 1978 по 1986 рік Моше проходив строкову і надстрокову службу в Армії оборони Ізраїлю.
Вперше Кахлон став депутатом кнесету в 2003 року, після цього він кілька разів переобирався. У кнесеті 16-го скликання він обіймав посаду віце-спікера.
У 2008 року Моше зайняв шосте місце в праймеріз «Лікуда». У тридцять другому уряді Ізраїлю він отримав два міністерських портфеля, спочатку портфель міністра зв'язку, а 19 січня 2011 року (на прохання прем'єр-міністра Нетаньяху) Кахлон взяв на себе обов'язки міністра соціального забезпечення.
27 листопада 2014 року Моше Кахлон заснував власну партію, яка отримала назву Кулану. Програма партії присвячена головним чином економічним і соціальним питанням, основними цілями партії проголошені боротьба з соціальною нерівністю, дорожнечею життя, бюрократією.
На перших для партії виборах Кнесету 20-го скликання вона отримала 10 депутатських мандатів і увійшла до складу урядової коаліції, отримавши в уряді три міністерські портфеля, зокрема сам Кахлон став міністром фінансів.

## Особисте життя
Кахлон одружений, має трьох дітей, проживає в місті Хайфа, володіє івритом і англійською мовою.